# آنکا فان وودنبرگ
آنکا فان وودنبرگ (انگلیسی: Anneke Van Woudenberg) فعال حقوق بشر و محقق ارشد دیده‌بان حقوق بشر، بخش آفریقا است. وی در سال ۲۰۰۲ به این سازمان پیوست و تمرکزش روی موضوعات انسانی و حقوق بشری در جمهوری دموکراتیک کنگو بوده است. وی گزارشی از وضعیت مردم این جمهوری تهیه می‌کند و به‌طور معمول بریفینگی را به شورای امنیت سازمان ملل متحد و پارلمان اروپا و انگلستان و کنگره ایالات متحده آمریکا ارائه می‌کند. فان وودنبرگ غالباً در رسانه‌های بین‌المللی ازجمله در برنامه ۶۰ دقیقه تلویزیون آمریکا حضور یافته و در زمینه اوضاع حقوق بشر به اظهار نظر می‌پردازد.